# Diaphus
A Diaphus a sugarasúszójú halak (Actinopterygii) osztályának Myctophiformes rendjébe, ezen belül a gyöngyöshalfélék (Myctophidae) családjába tartozó nem.

## Rendszerezés
A nembe az alábbi 77 faj tartozik:
- Diaphus adenomus Gilbert, 1905
- Diaphus aliciae Fowler, 1934
- Diaphus anderseni Tåning, 1932
- Diaphus antonbruuni Nafpaktitis, 1978
- Diaphus arabicus Nafpaktitis, 1978
- Diaphus basileusi Becker & Prut'ko, 1984
- Diaphus bertelseni Nafpaktitis, 1966
- Diaphus brachycephalus Tåning, 1928
- Diaphus burtoni Fowler, 1934
- Diaphus chrysorhynchus Gilbert & Cramer, 1897
- Diaphus coeruleus (Klunzinger, 1871)
- Diaphus confusus Becker, 1992
- Diaphus dahlgreni Fowler, 1934
- Diaphus danae Tåning, 1932
- Diaphus dehaveni Fowler, 1934
- Diaphus diadematus Tåning, 1932
- Diaphus diademophilus Nafpaktitis, 1978
- Diaphus drachmanni Tåning, 1932
- Diaphus dumerilii (Bleeker, 1856)
- Diaphus effulgens (Goode & Bean, 1896)
- Diaphus ehrhorni Fowler, 1934
- Diaphus faustinoi Fowler, 1934
- Diaphus fragilis Tåning, 1928
- Diaphus fulgens (Brauer, 1904)
- Diaphus garmani Gilbert, 1906
- Diaphus gigas Gilbert, 1913
- Diaphus handi Fowler, 1934
- Diaphus holti Tåning, 1918
- Diaphus hudsoni Zurbrigg & Scott, 1976
- Diaphus impostor Nafpaktitis, Robertson & Paxton, 1995
- Diaphus jenseni Tåning, 1932
- Diaphus kapalae Nafpaktitis, Robertson & Paxton, 1995
- Diaphus knappi Nafpaktitis, 1978
- Diaphus kora Nafpaktitis, Robertson & Paxton, 1995
- Diaphus kuroshio Kawaguchi & Nafpaktitis, 1978
- Diaphus lobatus Nafpaktitis, 1978
- Diaphus lucidus (Goode & Bean, 1896)
- Diaphus lucifrons Fowler, 1934
- Diaphus luetkeni (Brauer, 1904)
- Diaphus malayanus Weber, 1913
- Diaphus mascarensis Becker, 1990
- Diaphus meadi Nafpaktitis, 1978
- Diaphus megalops Nafpaktitis, 1978
- Diaphus metopoclampus (Cocco, 1829)
- Diaphus minax Nafpaktitis, 1968
- Diaphus mollis Tåning, 1928
- Diaphus nielseni Nafpaktitis, 1978
- Diaphus ostenfeldi Tåning, 1932
- Diaphus pacificus Parr, 1931
- Diaphus pallidus Gjøsaeter, 1989
- Diaphus parini Becker, 1992
- Diaphus parri Tåning, 1932
- Diaphus perspicillatus (Ogilby, 1898)
- Diaphus phillipsi Fowler, 1934
- Diaphus problematicus Parr, 1928
- Diaphus rafinesquii (Cocco, 1838)
- Diaphus regani Tåning, 1932
- Diaphus richardsoni Tåning, 1932
- Diaphus rivatoni Bourret, 1985
- Diaphus roei Nafpaktitis, 1974
- Diaphus sagamiensis Gilbert, 1913
- Diaphus schmidti Tåning, 1932
- Diaphus signatus Gilbert, 1908
- Diaphus similis Wisner, 1974
- Diaphus splendidus (Brauer, 1904)
- Diaphus suborbitalis Weber, 1913
- Diaphus subtilis Nafpaktitis, 1968
- Diaphus taaningi Norman, 1930
- Diaphus termophilus Tåning, 1928
- Diaphus theta Eigenmann & Eigenmann, 1890 - típusfaj
- Diaphus thiollierei Fowler, 1934
- Diaphus trachops Wisner, 1974
- Diaphus umbroculus Fowler, 1934
- Diaphus vanhoeffeni (Brauer, 1906)
- Diaphus watasei Jordan & Starks, 1904
- Diaphus whitleyi Fowler, 1934
- Diaphus wisneri Nafpaktitis, Robertson & Paxton, 1995